# Agnes II. von Meißen

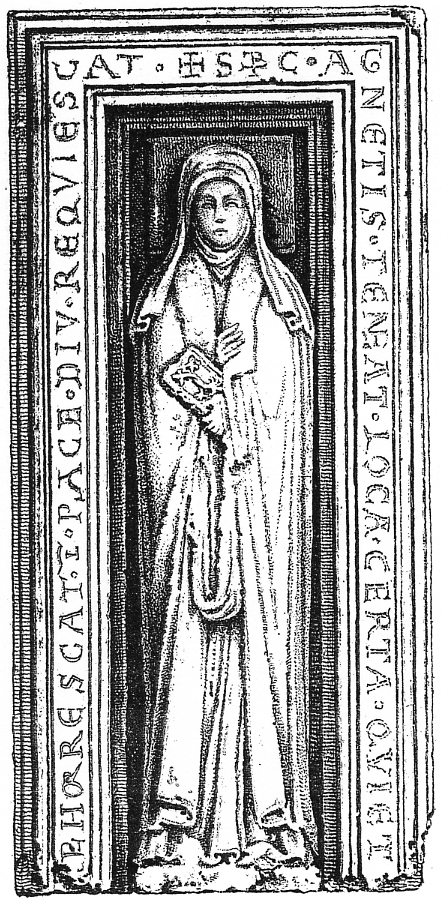
Grabplatte Agnes v. Meißen

Agnes, auch Agnes von Meißen (* vor 1145 ; † 22. Januar 1203 in Quedlinburg), war von 1184 bis 1203 Äbtissin des Stifts Quedlinburg.

## Leben
Agnes wurde vor 1145 als Tochter des Markgrafen Konrad von Meißen und seiner Frau Luitgard geboren. Sie hatte sechs Brüder und fünf Schwestern. Unter ihren Schwestern waren mit Oda und Bertha zwei Äbtissinnen des Klosters Gerbstedt.
Agnes war Äbtissin des Stiftes Quedlinburg von 1184 bis zu ihrem Tod im Jahr 1203. Als Münzherrin ließ sie auch Münzen prägen. Unter ihrem Einfluss entstanden im Stift künstlerische Wandbehänge zur Ausstattung von Kirchen. Erhalten von einem großen Teppich sind fünf nach 1832 wiedergefundene Quedlinburger Knüpffragmente.
Sie betrieb auch eine umfangreiche Güterpolitik. So erstellte sie ein Verzeichnis über den Besitzstand des Stiftes und versuchte verfallenen Besitzstand durch Rückkauf oder Gütertausch wiederherzustellen.
Agnes starb am 22. Januar 1203 im Stift Quedlinburg. Ihre Nachfolgerin als Äbtissin des Stiftes wurde ihre Nichte Sophia I. von Brehna, Tochter ihres Bruders Friedrich I. von Brehna.

## Moderne Rezeption
Judy Chicago widmete Agnes von Meißen eine Inschrift auf den dreieckigen Bodenfliesen des Heritage Floor ihrer Installation The Dinner Party. Die mit dem Namen Agnes beschrifteten Porzellanfliesen sind dem Platz mit dem Gedeck für Hrotsvit zugeordnet.